# 로버트 슈워츠먼

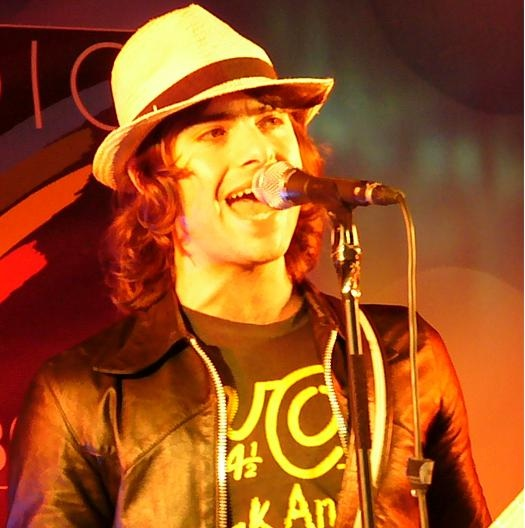

로버트 슈워츠먼(영어: Robert Schwartzman, 1982년 12월 24일 ~ )은 미국의 배우, 음악가이다.
로스앤젤레스에서 태어났다.

## 영화
- 컬러풀 디자이어 (2018년)
- 엘에이 타임즈 (2017년)
- 드림랜드 (2016년)
- 팔로 알토 (2013년)
- 썸웨어 (2010년)
- 프린세스 다이어리 (2001년) - 마이클 모스코비츠 역
- 처녀 자살 소동 (1999년)
- 릭 더 스타 (1998년)